# Ma Lin
Ma Lin (čínsky pchin-jinem Mǎ Lín, znaky 馬琳); * 19. února 1980) je bývalý čínský stolní tenista, dlouholetý člen absolutní světové špičky. Byl i dlouho světovým hráčem číslo jedna.
Stolní tenis začal hrát v šesti letech a od r. 1994 je členem číského národního týmu.
Je pravák s tužkovým držením pálky. I když je prototypem útočného hráče, je současně i technickým hráčem. Umí měnit styl hry dle soupeře a jako jeden z mála „penholderů“ ovládá i tzv. „reverzní“ backhandový topspin. Jak forehandový, tak i backhandový útok dokáže rozehrát i z mimořádně krátkých a nízkých míčků, kde jiní světoví hráči jsou již odkázáni na pasívní údery. Jeho servis, hraný téměř výhradně forehandovou stranou, je považován za jeden z vůbec nejlepších. Mistrně však ovládá i příjem podání a tzv. „krátkou hru“ kolem síťky. Ma Lin je však také velmi pohyblivý, dokáže si obíhat většinu útočných míčů na forehand a vykrýt přitom velký prostor i daleko za stolem, včetně vysoké lobované obrany. Skvěle též střídá tempo a rotace úderů. Při rychlých výměnách nad stolem s oblibou hraje míč velmi krátce po odrazu, čímž zrychluje hru. [zdroj?]
I když získal již nepřeberné množství různých světových titulů, stále mu chybí titul ve dvouhře a je považován tak trochu za smolaře. Dvakrát odešel z mužského finále poražen od svého krajana Wang Liqina. V tom posledním, hraném na mistrovství světa v Záhřebu 2007, vedl ve finále již 3:1 na sety a 7:1 v pátém setu. Poté došlo k nevídanému zvratu v utkání, Wang Liqin nakonec vyhrál pátý set 11:9 a celý zápas 4:3. Toto utkání mělo značnou úroveň, jeho vítězný míč za stavu 2:1 na sety a 5:3 patří k vůbec nejkrásnějším výměnám moderní historie stolního tenisu – viz video.

## Sportovní úspěchy
- 1999 2. místo dvouhra, mistrovství světa
- 1999 1. místo smíšená čtyřhra, mistrovství světa
- 1999 1. místo dvouhra, ITTF Pro Tour
- 2000 1. místo dvouhra, světový pohár
- 2000 2. místo družstva, mistrovství světa
- 2001 semifinále dvouhra, mistrovství světa
- 2001 1. místo družstva, mistrovství světa
- 2001 1. místo dvouhra, ITTF Pro Tour
- 2002 1. místo čtyřhra, ITTF Pro Tour
- 2003 semifinále dvouhra, mistrovství světa
- 2003 semifinále čtyřhra, mistrovství světa
- 2003 1. místo smíšená čtyřhra, mistrovství světa
- 2003 1. místo dvouhra, světový pohár
- 2003 1. místo čtyřhra, ITTF Pro Tour
- 2004 1. místo dvouhra, olympijské hry
- 2004 1. místo dvouhra, světový pohár
- 2004 1. místo družstva, mistrovství světa
- 2004 1. místo čtyřhra, ITTF Pro Tour
- 2005 2. místo dvouhra, mistrovství světa
- 2005 semifinále čtyřhra, mistrovství světa
- 2006 1. místo dvouhra, světový pohár
- 2006 1. místo družstva, mistrovství světa
- 2007 2. místo dvouhra, mistrovství světa
- 2007 1. místo čtyřhra, mistrovství světa
- 2007 2. místo smíšená čtyřhra, mistrovství světa
- 2007 1. místo čtyřhra, dvouhra, ITTF Pro Tour
- 2007 1. místo družstva, světový pohár
- 2008 1. místo družstva, mistrovství světa
- 2008 1. místo dvouhra, olympijské hry
- 2008 1. místo družstva, olympijské hry